# Cyclosorus griffithii
Cyclosorus griffithii là một loài thực vật có mạch trong họ Thelypteridaceae. Loài này được (T. Moore) C.M. Kuo mô tả khoa học đầu tiên năm 2002.